# Asselborn (Bergisch Gladbach)
Asselborn ist ein Stadtteil von Bergisch Gladbach und gehört unter Nr. 42 zum Statistik-Bezirk 4 der Stadt.

## Geschichte
Asselborn ist ein mittelalterlicher Siedlungsname, der für 1294 in der Form de Astelburne nachgewiesen ist. Die Bedeutung des Namens lässt sich nur vermuten. Wahrscheinlich wies die Bezeichnung auf eine Quelle (born = Quelle) bei einem Haselstrauch hin (mundartlich „Hassel“ oder „Assel“ = Hasel). Andererseits könnte sich der Name aus dem mittelhochdeutschen „astach“ (= Gipfel, Äste und Zweige gefällter Bäume) herleiten, woraus sich ein Bezug zu Rodungstätigkeiten ergäbe. Die Bezeichnung Asselborn trägt auch ein mittelalterliches Rittergut nahe der heutigen Straße, das erstmals mit Giselbert de Astelburne genannt wurde und im Urkataster als Asenborns Hof verzeichnet ist. Die Herkenrather Ordnung der Kirchenbänken von 1630 nennt das Gut als Asselborner Hoff. Noch heute wird der Wohnplatz Asselborn in der Bevölkerung als Bestandteil von Herkenrath empfunden.
Die Topographia Ducatus Montani des Erich Philipp Ploennies, Blatt Amt Porz, belegt, dass der Wohnplatz 1715 als viele gemeine Höfe kategorisiert wurde und mit Asselborn bezeichnet wurde.
Carl Friedrich von Wiebeking benennt die Hofschaft auf seiner Charte des Herzogthums Berg 1789 als Asselborn. Aus ihr geht hervor, dass Asselborn zu dieser Zeit Teil der Honschaft Herkenrath im gleichnamigen Kirchspiel war.
Unter der französischen Verwaltung zwischen 1806 und 1813 wurde das Amt Porz aufgelöst und Asselborn wurde politisch der Mairie Bensberg im Kanton Bensberg zugeordnet. 1816 wandelten die Preußen die Mairie zur Bürgermeisterei Bensberg im Kreis Mülheim am Rhein.
Der Ort ist auf der Topographischen Aufnahme der Rheinlande von 1824, auf der Preußischen Uraufnahme von 1840 und ab der Preußischen Neuaufnahme von 1892 auf Messtischblättern regelmäßig als Asselborn oder Unter- und Oberasselborn verzeichnet.
Aufgrund des Köln-Gesetzes wurde die Stadt Bensberg mit Wirkung zum 1. Januar 1975 mit Bergisch Gladbach zur Stadt Bergisch Gladbach zusammengeschlossen. Dabei wurde auch Asselborn Teil von Bergisch Gladbach.
| Jahr | Einwohner | Wohn- gebäude | Kategorie  |
| ---- | --------- | ------------- | ---------- |
| 1822 | 49        |               | Bauergüter |
| 1830 | 69        |               | Bauerngut  |
| 1845 | 74        | 11            | Bauergüter |
| 1871 | 54        | 11            | Hofstelle  |
| 1885 | 69        | 12            | Wohnplatz  |
| 1895 | 73        | 13            | Wohnplatz  |
| 1905 | 61        | 11            | Wohnplatz  |

## Bevölkerung
Nach der Einwohnerdatei hatte Asselborn am 30. Juni 2017 als einer der kleinsten Stadtteile von Bergisch Gladbach insgesamt 907 Einwohner (darunter 47 Ausländer). Die Altersgruppe unter 18 Jahre war mit 163 Einwohnern (darunter 10 Ausländer) nahezu gleich der Altersgruppe über 65 Jahre mit 164 Einwohnern (darunter 0 Ausländer).

## Bergbau
Mittelalterliche Spuren von Bergbau sind noch auf dem ehemaligen Gelände der früheren Grube Washington, im Volksmund auch Silberkaule genannt, zu finden. Seit der Mitte des 19. Jahrhunderts waren dort viele Bergleute aus der Umgebung beschäftigt. In der Nähe des Büchelterhofs gab es die Grube Grube Wilhelminenzeche.